# Ядро мікропроцесора
Термін «ядро мікропроцесора» (англ. processor core) не має чіткого визначення та залежно від контексту вживання може позначати особливості, що дозволяють виділити модель в окремий вид:
- фізичну реалізацію:
  - частина мікропроцесора, що містить основні функціональні блоки;
  - кристал мікропроцесора (CPU або GPU), найчастіше, відкритий;

- набір характеристик організаційного, схемотехнічного або програмного характеру:
  - частина процесора, що здійснює виконання одного потоку команд. Багатоядерні процесори мають кілька ядер і тому здатні здійснювати незалежне паралельне виконання декількох потоків команд одночасно;
  - набір параметрів, що характеризують мікропроцесор.

Ядро мікропроцесора зазвичай має власне кодове позначення (наприклад, K7) або ім'я (наприклад Deschutes).

## Характеристики ядра
Типовими характеристиками ядра є, наприклад:
- мікроархітектура;
- Архітектура системи команд;
- кількість функціональних блоків (ALU, FPU, конвеєрів, тощо.);
- об'єм вбудованої кеш-пам'яті;
- інтерфейс (логічний та фізичний);
- тактові частоти;
- напруга живлення;
- максимальне та типове тепловиділення;
- технологія виробництва;
- площа кристала.

## Ревізії ядра
У процесі розвитку ядра мікропроцесора до нього вносяться зміни, часто значні. Так, наприклад, може бути доданий додатковий набір інструкцій, зменшені проектні норми техпроцесу, збільшена тактова частота. Також зазвичай виправляються знайдені помилки. Такі зміни називаються ревізіями ядра. Ядра різних ревізій розрізняються між собою за номером ревізії (наприклад, Athlon XP Thoroughbred ревізій A0 і B0), який може бути закодований у маркуванні мікропроцесора, або запрограмований в ядрі. В останньому випадку код номера ревізії (степпінг) можна дізнатися за допомогою інструкції cpuid (а в MS Windows за допомогою утиліти CPU-Z та подібних).